# Suid-Afrikaanse Party (1977-1980)
De Suid-Afrikaanse Party (Nederlands: Zuid-Afrikaanse Partij; Engels: South African Party) was een politieke partij in Zuid-Afrika die van 1977 tot 1980 bestond.

## Geschiedenis
In 1977 werd de Verenigde Party ontbonden en uit haar gelederen kwamen drie nieuwe partijen voort: de Progressive Federal Party (links-liberaal), de Nuwe Republiekparty (centrumrechts) en de Suid-Afrikaanse Party (rechts).  De Suid-Afrikaanse Party presenteerde zichzelf als een partij van het politieke midden. Aanvankelijk droeg de partij de naam Onafhanklike Verenigde Party (Onafhankelijke Verenigde Partij/ Independent United Party), maar als spoedig werd de naam Suid-Afrikaanse Party (Zuid-Afrikaanse Partij/ South African Party) aangenomen. De eerste leider van de SAP was Myburgh Streicher (1977-1978), gevolgd door John Wiley (1978-1980) die tevens de laatste leider van de partij zou zijn. Zowel Streicher als Wiley hadden namens de SAP zitting in het parlement. Bij de parlementsverkiezingen van 1977 behaalde de SAP 3 zetels.
Tijdens het Muldergate Schandaal (1979) weigerde de SAP de regering te veroordelen.
De SAP streefde naar een Zuid-Afrikaanse federatie waarin iedere bevolkingsgroep, ook de zwarten Zuid-Afrikanen, zelfbestuur zouden moeten krijgen. Bepaalde aangelegenheden, zoals buitenlandse politiek, zou toekomen aan de federale regering. Op 21 januari 1980 kondigde de SAP een fusie aan met de Nasionale Party van P.W. Botha. De fusie was op 13 juni 1980 een feit.